# Nunsploitation
Nunsploitation er en genrebetegnelse for sensationalistisk vinklede fortællinger om nonner, typisk med en provokerende blanding af sex, vold og katolicisme. 
Genren har eksisteret i bogform siden middelalderen, og siden 1970'erne er der særligt i Italien og Japan lavet en lang række nunsploitationfilm. 
Ordet "nunsploitation" er en kombination af de engelske ord "nun" (nonne) og "exploitation" (udnyttelse/spekulation).

## Nunsploitationfilm
- Heksen (1922)
- Djævlene (1971)
- The Sinful Nuns of Saint Valentine (1974)
- Emanuelle i nonneklostret (1977)
- Sacred Flesh (2000)